# Kirche Jesau

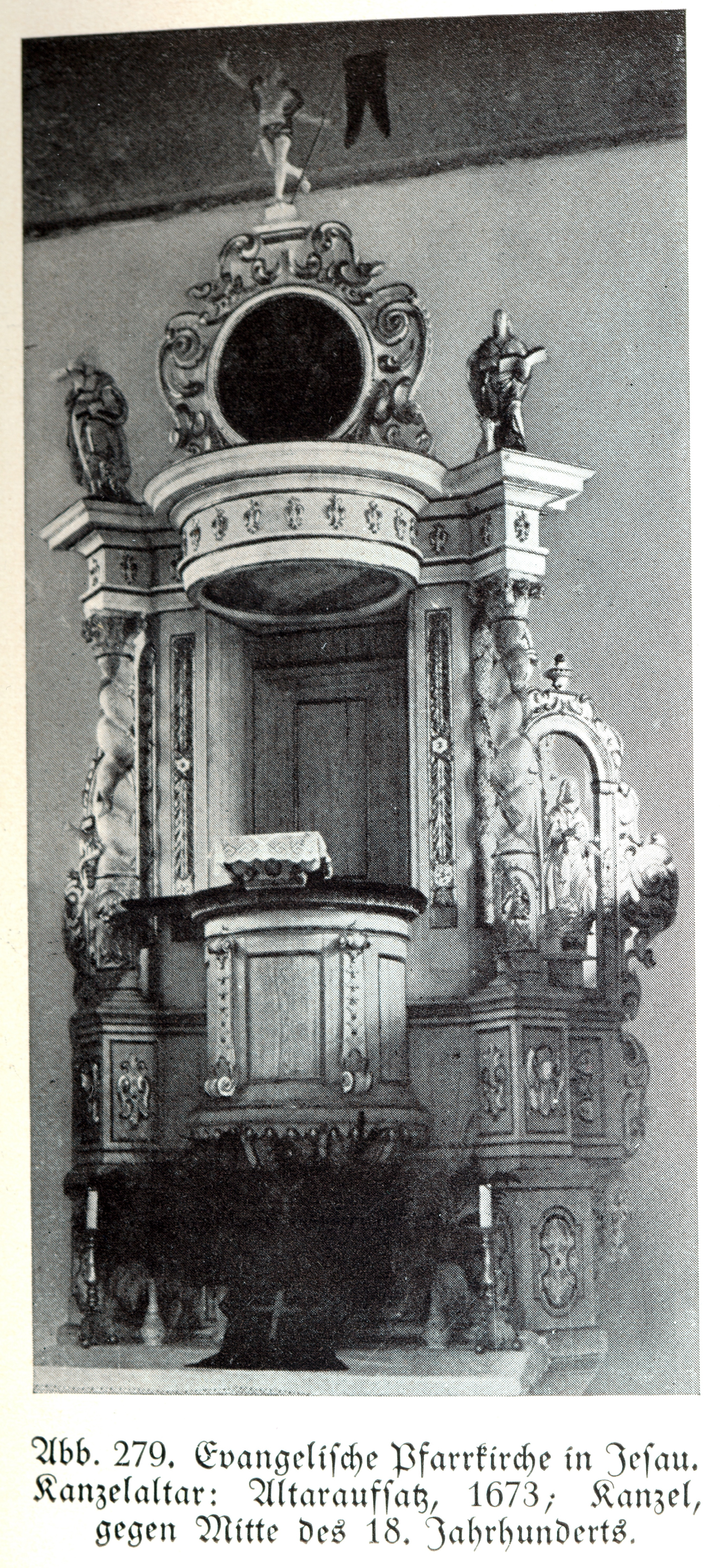
Ehemaliger Kanzelaltar

Die Kirche Jesau war eine evangelische Kirche in Jesau, heute Juschny, im Kreis Preußisch Eylau in Ostpreußen.

## Geschichte
Der Ort Jesau wurde 1287 erstmals erwähnt. Die Kirche bestand wahrscheinlich seit der Anfangszeit und war für einige benachbarte Orte zuständig. Sie war möglicherweise dem Apostel Jakobus geweiht. Im Jahr 1533 wurde erstmals ein evangelischer Pfarrer genannt. 1701 brannte das Gebäude durch einen Blitzeinschlag nieder. 1726 wurde eine neue Kirche an einem anderen Standort errichtet. 1945 wurde diese beschädigt und in der Folgezeit teilweise abgetragen. Heute bestehen noch einige Wände.

## Architektur und Ausstattung
Das Gebäude von 1726 war ein einschiffiger verputzter Saalbau mit einem vorgebauten hölzernen Turm. Im Inneren gab es eine hölzerne Flachbalkendecke.
Der Altar war 1673 wahrscheinlich durch den Königsberger Bildhauer Johann Pfeffer angefertigt worden. In der Mitte des 18. Jahrhunderts wurde eine neue Kanzel zu einem Kanzelaltar eingebaut. Ein Beichtstuhl stammte möglicherweise ebenfalls von Pfeffer. Er trug Bildnisse der preußischen Könige Friedrich Wilhelm III. und Friedrich Wilhelm IV. An den Längsseiten standen Emporen. Ein Ölgemälde an der Wand stellte den Apostel Jakobus dar. Die Orgel wurde 1740 eingebaut. Eine Totenbahre war von 1777.

## Strukturen
Die evangelischen Pfarrer unterstanden zunächst der Inspektion des Oberhofpredigers in Königsberg. Das Kirchspiel gehörte dann zum Kirchenkreis Preußisch Eylau der Kirchenprovinz Ostpreußen in der Kirche der Altpreußischen Union.
Zum Kirchspiel Jesau gehörten neben dem Pfarrort:
| Name                               | Russischer Name |  | Name            | Russischer Name              |
| ---------------------------------- | --------------- |  | --------------- | ---------------------------- |
| Arweiden                           | Lineinoje       |  | Katharinenhof   | Jamskoje, seit 1993: Juschny |
| Bögen                              | Lineinoje       |  | Klein Karwinden | NN.                          |
| Dorotheenhof Kreis Preußisch Eylau | Aksjonowo       |  | Lichtenfelde    | Swonodnoje                   |
| Fabiansfelde                       | Newskoje        |  | Louisenhof      | Pensowka                     |
| Friederikenthal                    | Niwenskoje      |  | Marienhöh       | Juschny                      |
| Groß Karwinden bis 1906 Carwinden  | NN.             |  | Thomsdorf       | Solnetschnoje                |
| Groß Lauth                         | Newskoje        |  | Wöterkeim       | Nekrassowo                   |

## Pfarrer
Als evangelische Pfarrer in Jesau wurden erwähnt:
| - Georgius N., 1533 - Paulus Fischer, 1560 - Erdmann Freymuth, 1589 - Elisas Neumann, 1592 - Lexis Lechel, vor 1610 - Christoph Teutschner, 1617 - Tobias Scolius, bis 1657 - Elias Geisler, 1657–1661 - Engelbert Faustmann, 1661–1672 - Martin Söhncke, 1679–1727 - Michael Fr. Steinhövel, 1706–1748 - Christian Bader, 1749–1787 - Christian Salomon Schweichler, 1787–1818 | - Ernst Ulrich Hankel, 1819–1835 - Carl Friedrich Glomsda, 1835–1886 - Johann Paul Michael Koralius, 17887–1888 - Emil F.O. Schimmelpfennig, 1888–1890 - Ewald Karl Wengoborski, 1890–1891 - Gustav Heinrich Zander, 1891–1909 - Otto Bruno Ludwig Zippel, 1910–1913 - Johannes von Falck, 1920–1928 - Siegfried Küchler, 1930–1934 - Erich Lutat, 1936–1937 - Harry Ennelut, 1936–1939 - Kurt Georg Bachler, 1941–1945 |